# Союз художников (издательство)
«Сою́з худо́жников» — музыкально-литературное издательство, специализирующееся на выпуске книг, нотных изданий, учебно-методических пособий по музыкальному и художественному образованию, а также серий книг об истории музыки и творческом пути композиторов.
Издательство располагается в Санкт-Петербурге по адресу Канонерская ул., 31 лит. А.

## История
Издательство «Союз художников» (официально — Общество с ограниченной ответственностью Издательство «Союз художников») — основано в 1994 году, нынешнюю форму собственности получило в 1998 году. Издательство выпускает социально значимую литературу — книги, нотные сборники и учебно-методические пособия для школ, дошкольных учреждений, музыкальных учебных заведений всех типов, а также литературу по истории культуры.
Основные направления нотного издания — произведения мировой классики, современных мировых и российских композиторов, методические пособия и сборники, предназначенные для обучения и совершенствования исполнительского мастерства музыкантов разных специальностей для всех типов и уровней музыкального образования: детских музыкальных школ и школ искусств, лицеев, училищ, колледжей, консерваторий. Издательство выпускает также вокальные сборники (сольное пение, хор), облегченные переложения популярной и классической музыки для любителей домашнего музицирования, партитуры, танцевальную музыку.
Основные направления книгоиздания — учебная, методическая, научная литература о музыке, учебно-методические пособия по традиционным русским ремеслам, детская развивающая и культурно-познавательная литература, литература для людей с особыми потребностями, в частности, книги и учебные пособия, напечатанные шрифтом Брайля. Издательство нацелено на выпуск литературы для педагогов музыкальной и художественной систем образования, а также для узких специалистов в области разработок по развитию ребёнка.
Среди авторов, сотрудничающих с издательством, такие как Андрей Петров, Георгий Портнов, Евгений Дога, Григорий Корчмар, Исаак Шварц, Жаннэта Металлиди, Сергей Баневич, Валентин Стадлер, Станислав Грибков, Виктор Бакке, Сергей Слонимский, Борис Эстрин, Константин Котельников, Эмма Великович, Людмила Лядова, Вениамин Баснер, Тихон Хренников, Тамара Огороднова-Духанина, и др.
Издательство «Союз художников» входит в перечень организаций культуры Санкт-Петербурга. С октября 2019 года Учредитель и главный редактор издательства Анна Ивановна Веселова входит в художественно-экспертный совет Санкт-Петербурга по народным художественным промыслам. Генеральный директор издательства Александр Веселов является выпускником книжной мастерской факультета графики Института имени Ильи Репина при Академии художеств.

## Деятельность
В течение 2010—2020-x годов продолжается выпуск нескольких серий музыкальных сборников:
- «Музыка композиторов России» — музыка современных авторов, написанная специально для этой серии
- «Музыкальная страна» — серия для начинающих пианистов, в которой представлены произведения либо специально написанные, либо давно не издававшиеся
- «Великие композиторы, юношеству» — серия состоит из сборников вокальных произведений для разных голосов

С августа 2017 года издательство «Союз художников» выпускает ежеквартальный всероссийский познавательный журнал «Традиции», который рассказывает об истории, традициях и праздниках России, а также об актуальных событиях в культурной жизни страны. Издание направлено на развитие культурных связей между народами, проживающими не только в России, но и за её пределами, сохранение обычаев, традиций, народных промыслов и ремёсел.

### Серии книг
В издательстве «Союз художников» изданы две серии книг «Гении Земли Русской. Начало пути» и «Великие художники. Начало пути». Каждая тема представлена четырьмя изданиями, описывающими жизнь великих творцов, начиная с самых ранних лет. Такая подача материала делает книги привлекательными для детей, потому что знакомит их не со знаменитостями, убеленными сединами, а со своими сверстниками. Детям интересно и поучительно узнать, каким было детство композиторов, в какие игры они играли, что любили, как учились. Серия «Гении земли русской. Начало пути» рассказывает о детских и юношеских годах выдающихся русских композиторов. Все персоналии, представленные в книгах, давно завоевали всемирное признание.
«Великие художники»
Серия из четырёх книг в увлекательной форме рассказывает о детских и юношеских годах, об учёбе и творческом становлении великих русских художников: В. А. Тропинина, А. Г. Венецианова, О. А. Кипренского, К. П. Брюллова, А. А. Иванова (часть 1); П. А. Федотова, И. К. Айвазовского, А. К. Саврасова, В. Г. Перова, И. Н. Крамского (часть 2); И. И. Шишкина, И. Е. Репина, В. М. Васнецова (часть 3); В. И. Сурикова, М. А. Врубеля, И. И. Левитана (часть 4). В статьях представлены интересные факты созвучные детскому возрасту, черно-белые документальные фотографии, иллюстрации из домов-музеев, раскрывающие атмосферу эпохи, в которой жили художники.
«Гении Земли Русской»
В каждой книге собрано сразу несколько историй о разных композиторах. Часть 2, например, рассказывает о том, как начинали свой творческий путь Скрябин, Рахманинов, Балакирев, Кюи, Даргомыжский и Глазунов
Серия учебных пособий «Музыкальная страна»
Серия включает в себя музыкальную литературу для младшего поколения.
Серия пособий по творчеству «Русские традиции»
Серия включает в себя литературу о народных ремёслах и промыслах.
Фотоальбомы
Серия альбомов, иллюстрированных авторскими фотографиями видов Санкт-Петербурга и окрестностей Санкт-Петербурга художника Александра Веселова, состоит из трёх изданий: «Осенняя рапсодия», «Зимняя элегия» и «Ожерелье Петербурга». Каждая фотография рождает множество ассоциаций в пространстве и во времени, рядом с работами помещены строки из стихотворений Александра Пушкина, Федора Тютчева, Владимира Набокова, Николая Агнивцева, Валерия Брюсова…